# Šeki (Azerbajdžan)
Šeki (azerski: Şəki), do 1968. poznat kao Nuka (Nuxa), je najveći i glavni grad azerbajdžanskog rajona koji je nazvan po njemu, Šekinski rajon, na sjeveru Azerbajdžana. Prema procjeni iz 2012. god. grad je imao oko 63.000 stanovnika.
Šeki ima jednu od najvećih gustoća kulturnih spomenika koji svjedoče o 2700 godina azerbajdžanske povijesti. Utvrđeni centar grada s Kanovom palačom upisan je na UNESCO-ov popis mjesta svjetske baštine u Aziji 2019. godine jer je „smješten duž važnih povijesnih trgovačkih putova, gradska arhitektura bila pod utjecajem građevinskih tradicija Safavida, Kadžara i Carske Rusije”.

## Zemljopisne odlike
Šaki se nalazi u južnom dijelu gorja Veliki Kavkaz, oko 325 km zapadno od Bakua i rijeka Gurjana ga dijeli na dva dijela. Grad je okružen snježnim vrhovima koji na nekim mjestima dosežu 3000 – 3600 m. Klima uključuje niz ciklona i anticiklona, zračnih masa i lokalnih vjetrova. Prosječna godišnja temperatura u Šekiju je 12 °C. U lipnju i kolovozu prosječna temperatura varira između 20 i 25 °C. Planinske šume u okolici sprječavaju poplave i pregrijavanja područja tijekom ljeta. Glavne rijeke grada su Kiš i Gurjana. Za vrijeme sovjetske vladavine Azerbajdžana, mnogi su dolazili u Šeki kako bi se okupali u njegovim prestižnim mineralnim izvorima.

## Povijest
Postoje tragovi velikih naselja u Šekiju koja datiraju još prije više od 2.700 godina (brončano doba). Sakâ je bio iranski narod (povezan sa Skitima) koji je lutao od sjeverne strane Crnog mora kroz prolaz Derbend do južnog Kavkaza i od tamo do Male Azije u 7. stoljeću prije Krista. Oni su zauzeli dobar dio plodnih zemljišta na Zakavkazju u području zove se Sakasena. Grad Šeki bio je jedno od područja koje su zauzimale Sake. 
Šeki je bio jedan od najvećih gradova albanskih država u 1. stoljeću. Tamo se nalazio glavni hram drevnih Kavkaskih Albanaca. Kraljevstvo Šeki bilo je podijeljeno u 11 upravnih pokrajina. Šeki je bio jedan od važnih političkih i ekonomskih gradova prije arapske invazije. No, kao posljedica invazije, Šeki je pripojen trećem emiratu. Neovisna kneževina Gruzije, Kraljevina Heretija, osnovana je upravo u Šekiju u vrijeme kada je arapski kalifat bio slab (787. god.). Nakom njih, gradom Šakē su vladali i armenski Sembati, Kraljevina Gruzija, azerbajdžanski atabegovi Ildiguzidi i Horezmijsko Carstvo, prije mongolske invazije pod Džingis-kanom 1230-ih. Nakon Hulagu-kana, u prvoj polovici 14. st., Šeki je bio neovisan za vrijeme vladavine Sidi Ahmed Orlata. Safavidi su okončali tu neovisnost i stavili Šeki pod vlast Kizilbaši upravitelja 1551. god. Osmanlije su u dva navrata prekinule vlast Safavida, od 1578. – 1603. i od 1724. – 1735. god. God. 1743. osnovan je Šekijski Kanat koji je bio jedna od najsnažnijih feudalnih država na Kavkazu. Tijekom vlasti kanova Šekija, grad je narastao, a stanovništvo se bavilo uzgojem dudovih svilaca, te proizvodnjom i trgovinom svile. 
Grad je prvobitno ležao na lijevoj obali rijeke Kuš. S te lokacije je morao biti izmješten 1772. godine zbog izlijevanja Kuša. Te iste godine je postao glavni grad oblasti, tj. kanade Šeki. Sadašnja lokacija grada nalazi se blizu sela Nuka. Ime Nuka je bilo i službeno ime grada sve do 1968. godine kada je grad dobio sadašnji naziv, Šeki.
Nakon Rusko-perzijskog rata (1804. – 1813.) i „Gulistanskog sporazuma” gotovo cijeli današnji Azerbajdžan je pripao Ruskom Carstvu, pa tako i Šeki, te je kanat ukinut 1819. god., a uspostavljena je ruska pokrajina Nuka. Tijekom povijesti grad je više puta rušen pa su najstariji sačuvani arhitektonski spomenici izgrađeni od 16. do 19. stoljeća.

## Znamenitosti
God. 2019. povijesna jezgra Šekija s Kanovom palačom je zaštićena kao UNESCO-ova svjetska baština. Naime, stariji sjeverni dio grada izgrađen je na planini, dok se njegov južni dio proteže u dolinu rijeke Gurjana. Njegov povijesni centar, obnovljen nakon što je raniji grad uništila poplava u 18. stoljeću, odlikuje tradicionalno građene kuće s visokim zabatima krovova. Dok, Kanova palača, na sjeveroistoku grada, kao i niz trgovačkih kuća, odražavaju bogatstvo nastalo uzgojem dudova svilca i trgovinom svilom iz kasnog 18. do 19. stoljeća. Njih odlikuje mješavina arhitektonskih stilova pod utjecajem Safavida, Kadžara i Carske Rusije.
- Džamija efendije Omera
- Gradski hamam (kupke)
- Minaret Džamije petka (Cümə məscidi)
- Albanska crkva u gradu

## Stanovništvo
Broj stanovnika općine Šeki je oko 174.100 stanovnika, od čega ruralno stanovništvo oko 105.700 (61,6 %), a urbano 66.900 (38,4 %). Gustoća naseljenosti je 72 osobe na 1 km². Od ukupnog stanovništva, 86.400 ili 49,6 % su muškarci, a 87,7 tisuća ili 50,4% su žene.
| Azeri  | Armenci | Lezgini | Cahuri |
| ------ | ------- | ------- | ------ |
| 94,6 % | 0,1 %   | 4,7 %   | 0,1 %  |

## Gospodarstvo
Tijekom 1850. – 1970. Šeki je postao međunarodni centar za proizvodnju svile. Više od 200 europskih tvrtki otvorilo je urede u gradu, a svilene bube u iznosu od 3 milijuna rubalja prodane su u samo godinu dana.
Danas Šeki posjeduje malu industriju svile i oslanja se na svoj poljoprivredni sektor, koji proizvodi duhan, grožđe, stoku, orašaste plodove, žitarice i mlijeko. Glavni proizvodni pogoni tvrtke Šeki su tvornica svile, plinska elektrana, tvornica opeke, tvornica vina, tvornica kobasica, tvornica konzervi i mljekara s integriranim velikim farmama mliječnih proizvoda.
2010. godine Shaki je posjetilo 15.000 stranih turista iz cijelog svijeta.

## Gradovi prijatelji
- Gabrovo, Bugarska (2004.)
- Bolu, Turska
- Colmar, Francuska
- Firenca, Italija
- Giresun, Turska (2001.)
- Konya, Turska (2012.)
- Lampsak, Turska (2005.)
- Sluck, Bjelorusija (2009.)
- Telavi, Gruzija (2012.)
- Žmerinka, Ukrajina (1973.)

## Vanjske poveznice
|  | Zajednički poslužitelj ima još gradiva o temi Šeki (Azerbajdžan) |

- Službene stranice grada (az.)
- Azerbejdžanski razvojni prolaz - Sheki (engl.)